# Asalto al Banco Central de Barcelona
El atraco al Banco Central fue un asalto producido en la sede del Banco Central de Barcelona (España) el 23 de mayo de 1981. Los motivos de este asalto no han sido completamente esclarecidos y las hipótesis van desde el intento de atraco a la obtención de documentos comprometedores en torno a los hechos del 23F. El asalto derivó en el secuestro de unas trescientas personas, trabajadores y transeúntes que en el momento del asalto se encontraban dentro del edificio, la crisis de rehenes duró 37 horas.

## Contexto histórico
Tras el intento de golpe de Estado del 23 de febrero de 1981 tres meses antes, España aún se estaba intentando recuperar del choque producido por el intento de acabar con una democracia que se estaba abriendo paso tras la muerte de Francisco Franco. Como presidente del Gobierno de España estaba Leopoldo Calvo-Sotelo, que había sido elegido 2 días después de la famosa sesión durante la cual se produjo el intento de golpe del 23F, y con Felipe González como jefe de la oposición.

## Día del asalto
El asalto se inició el sábado 23 de mayo, pocos minutos después de las nueve de la mañana, día en que la oficina se encontraba abierta. La sede, ubicada entonces en el número 23 de plaza de Cataluña de Barcelona, comprendía todo un edificio de siete plantas y tenía accesos desde la Rambla de Barcelona.
Al menos once personas entraron en el edificio dirigidas por José Juan Martínez Gómez, alias «el Rubio», reteniendo en él a empleados, clientes y transeúntes. A las 9 y 23 minutos la policía recibió el aviso anónimo de que el banco estaba siendo atracado. Más tarde, cerca de las dos y media, las principales redacciones de los diarios barceloneses son avisadas de que en una cabina de teléfonos de la plaza de Cataluña hay un comunicado y los periodistas del Diario de Barcelona lo recogen. En el comunicado, mecanografiado en castellano, se exige a las autoridades que dejen en libertad a «cuatro héroes del 23 de febrero y nuestro valiente teniente coronel Tejero» y la disposición de dos aviones, uno en el aeropuerto de Barajas y el otro en El Prat, para facilitar la salida de estos cuatro militares y del comando alojado en el banco. Asimismo, se da un plazo de 72 horas y se amenaza con ejecutar a 10 rehenes de entrada y 5 cada hora. El Gobierno de España, puesto en alerta tras el comunicado, toma como posible la hipótesis de una posible implicación de miembros de la Guardia Civil y forma un gabinete de crisis en la sede del Banco de Bilbao, próximo al edificio. Allí envía el entonces director general de la Guardia Civil, el general José Aramburu Topete. El primer comunicado del Gobierno apunta a la hipótesis de que el asalto es obra de la extrema derecha. Tanto Tejero como San Martín hicieron declaraciones a través de sus abogados defensores oponiéndose a cualquier intento por sacarlos.
Las autoridades evacuaron la plaza de Cataluña y la parte superior de las Ramblas así como los edificios cercanos. A las pocas horas, hacia un cuarto de la mañana se evacuan en ambulancia a dos de los rehenes, uno de ellos herido por arma de fuego. Pocos minutos más tarde se produjo el primer intercambio de rehenes por comida. Durante las primeras horas el gabinete de crisis consideró la hipótesis de que Gil Sánchez Valiente, supuesto implicado en el reciente golpe de Estado y desaparecido desde entonces, formaba parte del comando.
Durante el mediodía y la tarde los asaltantes hicieron un intento de fuga a través de un túnel por los sótanos del edificio, lo que les resultó imposible, pues la piedra no cedía a los instrumentos que habían llevado. Viendo que el plan de fuga inicial no funcionaba, decidieron hacer una pila con los billetes del banco. Mientras, las negociaciones siguieron. Pasada la noche se evacua a un rehén, hacia las seis de la mañana. A las diez de la mañana se envía una tanqueta militar con un megáfono desde la que se transmite un mensaje a los asaltantes. En ese momento se produjo un fuego cruzado entre la tanqueta y los asaltantes. Durante la mañana se produjeron más intercambios de rehenes. Al mediodía el gobernador civil de Barcelona y el director general de la Policía se encontraron. En el transcurso de la mañana el propio jefe de los asaltantes «el Rubio», protegido con un rehén, salió y se paseó por los alrededores del banco.
Es durante la tarde del domingo cuando los asaltantes comienzan a negociar su entrega. Sin embargo, a las 19:55, un tirador de élite abate a uno de los asaltantes que retenía un rehén en la azotea del edificio. La muerte de este, cuñado y hermano de dos de los asaltantes, provoca escenas de nerviosismo. Todo ello desembocó en la entrada de los GEO (grupo especial de operaciones de la policía) por la azotea y el avance hacia abajo piso a piso del edificio. En ese momento aún quedaban más de doscientos rehenes retenidos. El Rubio decide que los rehenes salgan y con ellos los asaltantes mezclados. Después de salir por la puerta de las Ramblas la policía hizo tumbarse en el suelo a todo el mundo que salía del edificio. En pocos minutos nueve de los asaltantes fueron detenidos.

## Consecuencias
El resultado del asalto fue relativamente satisfactorio, ya que solo se produjo una víctima mortal, un herido y la fuga de uno de los asaltantes. Después de su detención se comprobó que los asaltantes no tenían ninguna vinculación ni con la política ni con la Guardia Civil. En una rueda de prensa el general Aramburu, en nombre del gabinete de crisis, calificó a los asaltantes de «banda de chorizos, macarras y anarquistas». Por su parte, el Gobierno, representado por Calvo-Sotelo, respondió de forma poco clara en las respuestas a los grupos parlamentarios. Los asaltantes fueron condenados a entre 30 y 40 años de encarcelamiento.

## Motivaciones
La postura oficial del Gobierno tras la resolución del asalto es que se trataba de simples delincuentes. Según José Juan Martínez Gómez el Rubio en una entrevista realizada en 2009, afirmó que había sido contactado por dos personas, una llamada Luis, jefe de operaciones encubiertas del CESID, siendo el otro el propio subdirector de seguridad Emilio Alonso Manglano, que lo contrataron para realizar el robo de unos documentos que se encontraban en el interior del banco y que según le dijeron comprometía seriamente la seguridad y la estabilidad del país. Siempre según las afirmaciones del Rubio los documentos establecían qué capitanías generales actuarían, que Alfonso Armada debía presidir el Gobierno de concentración nacional tras el golpe de Estado del 23F y que la monarquía estaba de acuerdo. Una vez iniciado el asalto el Rubio se apoderó de los documentos y analizó el contenido y lo puso en una funda de cuero para su extracción. En la primera salida de rehenes habrían podido sacarlo. Sin embargo, el capitán y segundo jefe de la unidad de los GEO, Enrique Esteban, afirma "si los rehenes hubieran sacado algo con ellos, hubiera sido encontrado".

## En la cultura popular
- Asalto al Banco Central, película de 1983
- Asalto al Banco Central, serie de 2024 de Netflix